# Mirabella
Para el cactus cactus, véase Cereus.
Mirabella era una revista para mujeres publicada de 1989 a 2000. Fue creada y dirigida por Grace Mirabella, una antigua redactora jefe de la revista Vogue.
Después de cambiar de propietario varias veces, fua a parar al grupo Hachette Filipacchi en 1995. Distribuida como una revista para mujeres elegantes, se la comparó con Elle, una edición más alegre del mismo editor. Fue perdiendo lectoras, lo que contribuyó a una pérdida señalada en $9 millones de dólares en 1999, y la revista cerró inmediatamente después del debut de la revista O de Oprah Winfrey en abril del 2000.
La circulación de Mirabella quedó en 558 009 ejemplares en el momento de su desaparición.